# Honey 4: Rise Up and Dance
Série
Honey 3: Dare to Dance
(2016)
Pour plus de détails, voir Fiche technique et Distribution.
Honey 4: Rise Up and Dance est un film américain de danse, réalisé par Bille Woodruff sur un scénario de Robert Adetuyi, produit par Mike Elliott et sorti en 2018.
Il s'agit de la suite des films Honey sorti en 2003, Dance Battle: Honey 2 sorti en 2011 et Honey 3 sorti en 2016.

## Fiche technique
Sauf indication contraire, les informations mentionnées dans cette section peuvent être confirmées par la base de données cinématographiques IMDb,  présente dans la section « Liens externes ».
- Titre : Honey 4: Rise Up and Dance
- Réalisation : Bille Woodruff
- Scénario : Robert Adetuyi
- Musique : Elvin Ross
- Direction artistique : Eve Cauley
- Décors : Daphne Hayes
- Costumes : Lorraine Coppin
- Montage : Scott Richter
- Production : Mike Elliott
  - Co-production : Greg Holstein
- Sociétés de production : Universal 1440 Entertainment et Soundtrack New York
- Société de distribution : Universal Pictures Home Entertainment
- Pays d'origine :  États-Unis
- Langue originale : anglais
- Format : couleur
- Genre : Drame et film de danse
- Durée : 100 minutes
- Dates de sortie : 
  - États-Unis : 3 avril 2018
  - France : 17 avril 2018

## Distribution
- Teyana Taylor (VF: Manon Azem) : Skyler
- Bryshere Y. Gray : Tyrell
- Sierra McClain (VF : Déborah Claude) : Tosha
- Charmin Lee (VF : Laurence Charpentier)[1] : Jada
- Candice Craig : Eva
- Joel Rush : Luke
- Brya Wood (VF : Kahina Tagherset) : Maya
- Lawrence Kao (VF : Erwan Tostain) : Jamaica
- Kwajalyn Brown : April
- Paige Fralix : Nia
- Josh Ventura : Derrick

 Source et légende : version française (VF) sur RS Doublage

Photos des acteurs
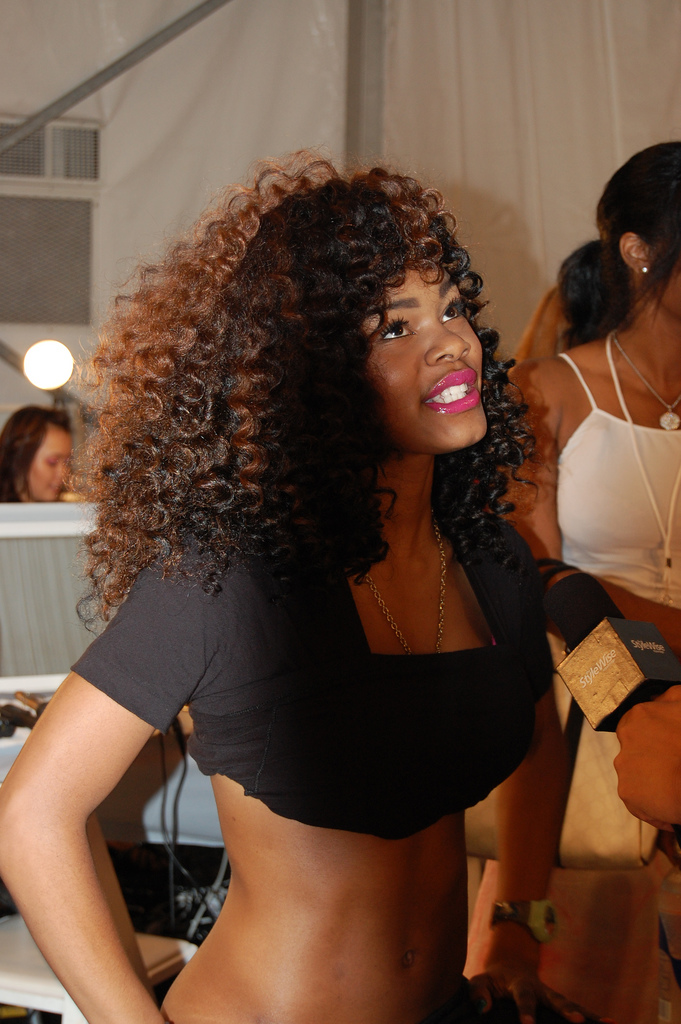
Teyana Taylor
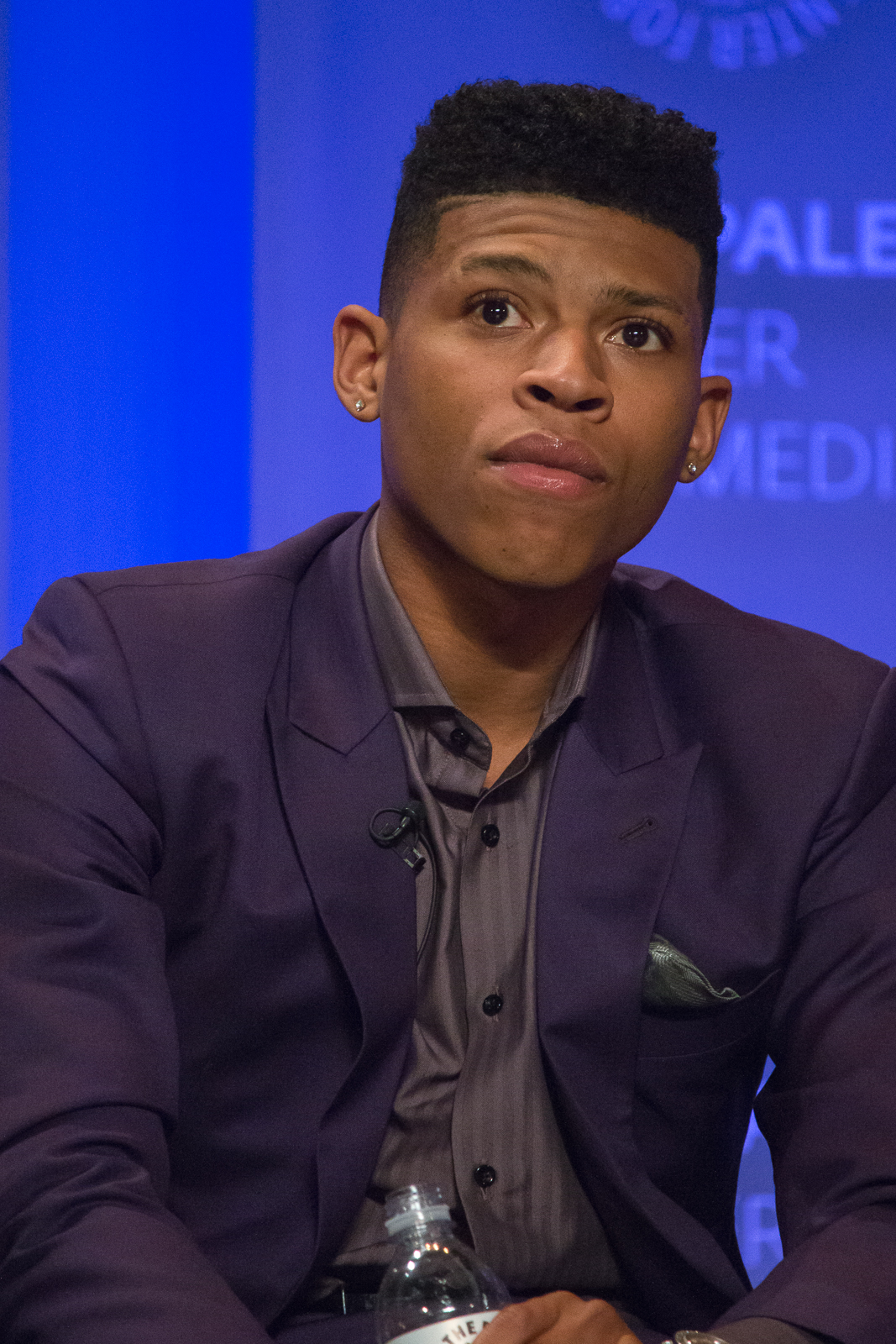
Bryshere Y. Gray